# Troedstadion
Het Troedstadion (Russisch: Стадион «Труд») is een voetbalstadion in de Russische stad Tomsk. In het stadion speelt Tom Tomsk haar thuiswedstrijden. Het stadion biedt plaats aan 15.000 toeschouwers.